# Geoneutrino
Um geoneutrino é um neutrino ou antineutrino emitido no decaimento de radionuclídeos que ocorrem naturalmente na Terra. Os neutrinos, a mais leve das partículas subatômicas conhecidas, carecem de propriedades eletromagnéticas mensuráveis e interagem apenas através da força nuclear fraca e da gravidade. Os geoneutrinos são os únicos vestígios diretos dos decaimentos radioativos que ocorrem no interior da Terra e que produzem uma porção ainda desconhecida da energia que impulsiona toda a dinâmica do nosso planeta. Cinquenta e três eventos de neutrinos originários do interior da Terra foram medidos pelo detector Borexino.

## Previsão de geoneutrinos

Previsão de sinal de geoneutrinos na superfície da Terra em unidades de neutrinos terrestres (TNU)

O calor radiogênico da decomposição de ^{232}Th (violeta) é um dos principais contribuintes para o orçamento de calor interno da Terra.Os outros principais colaboradores são ^{235}U (vermelho), ^{238}U (verde) e ^{40}K (amarelo).

Os cálculos do sinal geoneutrino esperado previsto para vários modelos de referência da Terra são um aspecto essencial da geofísica dos neutrinos. Nesse contexto, "modelo de referência da Terra" significa a estimativa da abundância e suposições do elemento produtor de calor (U, Th, K) sobre sua distribuição espacial na Terra e um modelo da estrutura de densidade interna da Terra. De longe, a maior variação existe nos modelos de abundância, onde várias estimativas foram apresentadas. Eles prevêem uma produção total de calor radiogênico tão baixo quanto ~10 TW e tão alto quanto ~30 TW, o valor comumente empregado estar em torno de 20 TW. Uma estrutura de densidade dependente apenas do raio (como o Modelo Terra de Referência Preliminar ou PREM) com um refinamento 3D para a emissão da crosta terrestre é geralmente suficiente para previsões de geoneutrinos.
As previsões de sinais de geoneutrinos são cruciais por duas razões principais:
1. são usadas para interpretar medições de geoneutrinos e testar os vários modelos de composição da Terra propostos;
2. podem motivar o projeto de novos detectores de geoneutrinos.

O fluxo típico de geoneutrinos na superfície da Terra é de apenas {\displaystyle \scriptstyle \mathrm {\times 10^{6}cm^{-2}s^{-1}} }.
Como consequência de i) alto enriquecimento da crosta continental em elementos produtores de calor (~ 7 TW de potência radiogênica) e ii) a dependência do fluxo em 1/(distância do ponto de emissão)2, o padrão de sinal geoneutrino previsto se correlaciona bem com a distribuição dos continentes. Em locais continentais, a maioria dos geoneutrinos é produzida localmente na crosta. Isso exige um modelo crostal preciso, tanto em termos de composição quanto de densidade, uma tarefa não trivial.
A emissão de antineutrinos a partir de um volume V é calculada para cada radionuclídeo a partir da seguinte equação:
{\displaystyle {\frac {\mathrm {d} \phi (E_{{\bar {\nu }}_{e}},{\vec {r}})}{\mathrm {d} E_{{\bar {\nu }}_{e}}}}=10{\frac {\lambda XN_{A}}{M}}{\frac {\mathrm {d} n(E_{{\bar {\nu }}_{e}})}{\mathrm {d} E_{{\bar {\nu }}_{e}}}}\int \limits _{V}\mathrm {d} ^{3}{\vec {r}}'{\frac {A({\vec {r}}')\rho ({\vec {r}}')P_{ee}(E_{{\bar {\nu }}_{e}},|{\vec {r}}-{\vec {r}}'|)}{4\pi |{\vec {r}}-{\vec {r}}'|^{2}}}}
onde dφ(Eν,r)/dEν é o espectro de energia do fluxo antineutrino totalmente oscilado (em cm−2 s−1 MeV−1) na posição r (unidades de m) e Eν é a energia antineutrina (em MeV). No lado direito, ρ é a densidade da rocha (em kg m−3), A é a abundância elementar (kg de elemento por kg de rocha) e X é a fração isotópica natural do radionuclídeo (isótopo / elemento), M é a massa atômica (em g mol−1), NA é número de Avogadro (em mol−1), λ é constante de decaimento (em s−1), dn(Eν)/dEν é o espectro de energia da intensidade dos antineutrinos (em MeV−1, normalized to the number of antineutrinos nν produzido em uma cadeia de decaimento quando integrado sobre energia) e Pee(Eν,L) é a probabilidade de sobrevivência dos antineutrinos após percorrer uma distância L.
Para um domínio de emissão do tamanho da Terra, a probabilidade de sobrevivência dependente de energia totalmente oscilada Peepode ser substituída por um fator simples ⟨Pee⟩≈0.55, a probabilidade média de sobrevivência. A integração sobre a energia produz o fluxo total de antineutrinos (em cm−2 s−1)de um determinado radionuclídeo:
{\displaystyle \phi ({\vec {r}})=10{\frac {n_{{\bar {\nu }}_{e}}\langle P_{ee}\rangle \lambda XN_{A}}{M}}\int \limits _{V}\mathrm {d} ^{3}{\vec {r}}'{\frac {A({\vec {r}}')\rho ({\vec {r}}')}{4\pi |{\vec {r}}-{\vec {r}}'|^{2}}}}
O fluxo total de geoneutrinos é a soma das contribuições de todos os radionuclídeos produtores de antineutrinos. Os insumos geológicos - a densidade e particularmente as abundâncias elementares - carregam uma grande incerteza. A incerteza dos demais parâmetros da física nuclear e de partículas é insignificante em comparação com os insumos geológicos. Atualmente, presume-se que o urânio-238 e o tório-232 produzam aproximadamente a mesma quantidade de calor no manto terrestre, e esses são atualmente os principais contribuintes para o calor radiogênico. No entanto, o fluxo de neutrinos não rastreia perfeitamente o calor do decaimento radioativo de  nuclídeos primordiais, porque os neutrinos não retêm uma fração constante da energia do radiogênico  cadeias de decaimento desses radionuclídeos primordiais.